# タフムーブメント

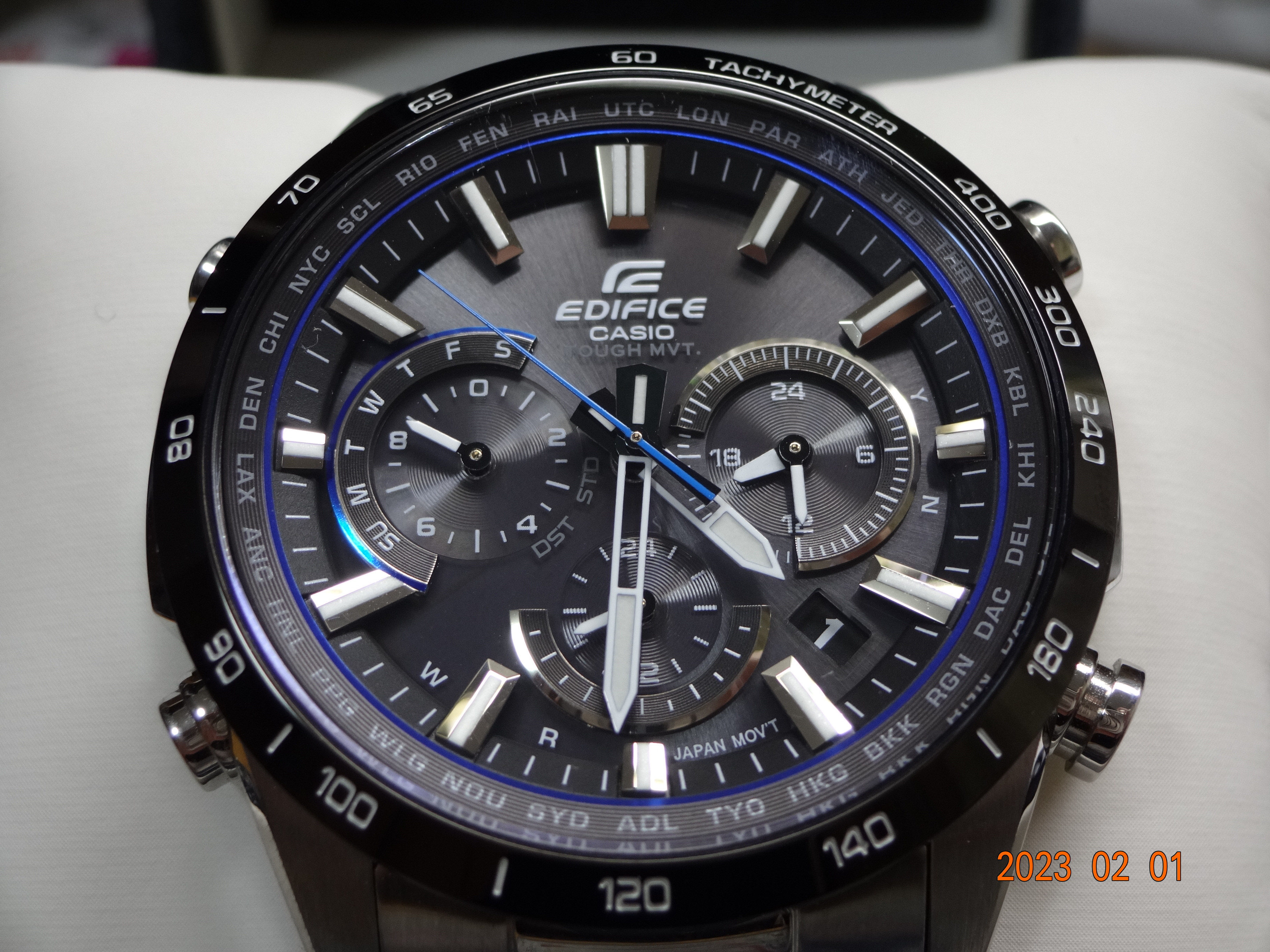
タフムーブメントを搭載したEQW-T650DB-1AJF。　　　　　　　タフムーブメントが搭載されているのは一部のアナログ時計のみである。

タフムーブメント (TOUGH MVT.) とは、カシオ計算機株式会社が販売している腕時計に搭載されるムーブメントの名称。
タフソーラー、マルチバンド6、ハイブリッドマウント構造、針位置自動補正機能を備えたムーブメントで、2004年にフルメタルケースを実現させてから第三世代目にあたる。
2008年以降のOCEANUS、PROTREK、G-SHOCK、EDIFICEやLINEAGE の一部製品に搭載されている。

## 機能

### タフソーラー
太陽電池充電機能。文字板（デジタル表示モデルは液晶パネルの周囲）のソーラーパネルで発電された電力を二次電池に充電し、時計の電力として利用する。

### マルチバンド6
時刻電波修正機能。

### ハイブリッドマウント構造
基準位置決めピンと文字板位置決めピンを強度のある金属とする、歯車軸の径を大きくする、軽量な樹脂製パーツを組み合わせるなどにより、落下衝撃によるズレ・たわみなどの耐久性を向上している。

### 針位置自動補正機能
時針、分針、秒針の位置を毎時検知し、万が一IC内の時刻カウンターとずれてしまった場合、自動で針を正しい位置に補正する機能。

## 脚註
1. ↑  独創的な開発思想が生んだ第三世代電波ソーラームーブメント「タフムーブメント」 (1) 次世代電波ソーラーとは | マイナビニュース（2008年9月9日付）